# Naked and Afraid
Naked and Afraid (literalment en català: Nus i amb por) és un reality show de supervivència dels Estats Units que s'emet a Discovery Channel des del 2013. Cada episodi narra la vida de dos supervivents (normalment una dona i un home) que es troben per primera vegada, i han de sobreviure durant 21 dies a la natura salvatge. Cada supervivent pot portar un element útil, com ara un matxet o un foguer. Després de reunir-se al lloc assignat, els companys han de construir un refugi i trobar aigua i menjar.
El 18 de febrer de 2024 es va estrenar la 17a temporada.
El programa va gaudir d'una bona rebuda per part dels crítics televisius, però també té crítiques, i al llarg de les set primeres temporades són més les dones que han arribat fins al final que no pas els homes.
A nivell internacional, s'ha emès al Brasil amb el nom de Largados e Pelados Brasil (Max), a França amb el de Retour à l'instinct primaire (RMC Découverte) i a l'estat espanyol és conegut com a Aventura en pelotas (DMAX).

## Sinopsi
Els participants van nus, tot i que les mames i els genitals es difuminen per als espectadors televisius. La nuesa s'afegeix a la trepidació dels participants per conèixer un desconegut, així com la dificultat de sobreviure als elements. Se'ls dona una bossa creuada, un mapa de la zona i una videocàmera. Hi ha un equip de càmeres que no pot intervenir excepte en cas d'emergències mèdiques quan és "absolutament necessari".
Els participants tenen coneixements i experiència en supervivència i altres àmbits relacionats amb la caça, la pesca, o la natura en general; al començament del repte cadascun és avaluat en PSR (Primitive Survival Rating: classificació de supervivència primitiva), basat en prediccions i observacions de les seves aptituds físiques en habilitat, experiència, i fortalesa mental. Al final de l'episodi, o bé quan un dels participants abandona, els experts reavaluen el seu PSR.